# Ochsenthal
Ochsenthal ist ein Gemeindeteil der Stadt Hammelburg im unterfränkischen Landkreis Bad Kissingen in Bayern. Ochsenthal hat zusammen mit Morlesau 224 Einwohner (Stand 31. Dezember 2023).

## Geographische Lage
Das Kirchdorf Ochsenthal liegt südöstlich von Morlesau, das wiederum westlich von Hammelburg liegt. Südlich von Ochsenthal befindet sich der Sodenberg. Die Durchfahrtsstraße von Ochsenthal führt südwärts und westwärts in eine Sackgasse, nordwärts nach Morlesau.

## Geschichte
Die erste bekannte Erwähnung des Ortes stammt aus dem Jahr 1320.
Seit seinem Bestehen gehörte der Ort zur Pfarrei Wolfsmünster, wurde aber wegen der Entfernung zu Wolfsmünster ab 1722 vom Kloster Altstadt betreut. Möglicherweise um 1300 entstand die örtliche St.-Odilia-Kirche. Im Jahr 1976 kam Ochsenthal zur Pfarrei Windheim.
Ochsenthal gehörte zur ehemals selbstständigen Gemeinde Morlesau und wurde im Rahmen der Gebietsreform in Bayern am 1. Januar 1972 in die Stadt Hammelburg eingegliedert.